# Newfane (Nova York)
Newfane és una concentració de població designada pel cens dels Estats Units a l'estat de Nova York. Segons el cens del 2000 tenia 3.129 habitants.

## Demografia
Segons el cens del 2000, Newfane tenia 3.129 habitants, 1.130 habitatges, i 820 famílies. La densitat de població era de 258,7 habitants per km².
Dels 1.130 habitatges en un 34,2% hi vivien nens de menys de 18 anys, en un 56,6% hi vivien parelles casades, en un 12,3% dones solteres, i en un 27,4% no eren unitats familiars. En el 22,8% dels habitatges hi vivien persones soles el 10,4% de les quals corresponia a persones de 65 anys o més que vivien soles. El nombre mitjà de persones vivint en cada habitatge era de 2,62 i el nombre mitjà de persones que vivien en cada família era de 3,09.
Per edats la població es repartia de la següent manera: un 25,9% tenia menys de 18 anys, un 7,6% entre 18 i 24, un 27,6% entre 25 i 44, un 21,5% de 45 a 60 i un 17,4% 65 anys o més.
L'edat mediana era de 38 anys. Per cada 100 dones de 18 o més anys hi havia 86,3 homes.
La renda mediana per habitatge era de 39.924 $ i la renda mediana per família de 48.869 $. Els homes tenien una renda mediana de 37.599 $ mentre que les dones 23.702 $. La renda per capita de la població era de 17.709 $. Entorn del 8% de les famílies i el 9,3% de la població estaven per davall del llindar de pobresa.